# Ренова
«Рено́ва» — российская частная бизнес-группа. Контролируется Виктором Вексельбергом.

## Собственники и руководство
Группа контролируется Виктором Вексельбергом, который является председателем совета директоров компании; кроме него, по данным сайта компании, акционерами ГК «Ренова» являются Кремер Владимир Павлович и Ольховик Евгений Николаевич.
Головная компания группы — Renova Holding Limited, зарегистрированная на Багамских островах, её акциями управляет траст TZ Columbus Services Ltd c Виргинских островов.
По сведениям СМИ, на 2008 год акциями UC Rusal (7,7 %) «Ренова» владела через компанию Sual Partners, в которой партнёром Вексельберга является Леонард Блаватник (контролирует около 6,6 % UC Rusal), а также ряд других лиц.
12,5 % акций ТНК-BP до 2013 года Вексельберг владел через компанию OGIP Ventures.
Остальные активы, включая оставшиеся акции Rusal, принадлежали компании Renova Industries, в которой Renova Holding Limited принадлежит 86 %. Оставшееся принадлежит заместителю председателя правления «Реновы» Александру Зарубину (4 %) и бывшим менеджерам «СУАЛ» Владимиру Кремеру и Евгению Ольховику (по 5 %).
Председатель правления группы — Москов Алексей Валерьевич. Правление группы состоит из 8 человек.

## Деятельность
В марте 2019 года компания «Ренова» увеличила уставный капитал до 35,78 млрд руб. До 20 марта 2019 года он составлял 28 млрд. руб.

### Российские активы
«Ренова» — акционер ТНК-ВР, «Российского алюминия» (UC Rusal), «Комплексных энергетических систем», «Российских коммунальных систем», Уральского турбинного завода, Аэропорты Регионов, телекоммуникационной компании «АКАДО», группы Avelar Energy (занимается альтернативными источниками энергии) и др.
В числе финансовых активов, контролируемых «Реновой» — «Меткомбанк», Негосударственный Большой пенсионный фонд.
Дочерние компании «Реновы» — «Ренова-девелопмент» и «РеноваСтройГрупп» работают на рынке недвижимости. 1 марта 2013 года группа компаний «РЕНОВА-Стройгруп» объявила о ре-брендинге со сменой названия на «КОРТРОС». Компания «Ренова-девелопмент» ликвидирована.
Совместно с фирмой «ЭМАльянс» «Ренова» контролирует 50 % минус одна акция компании РЭМКО (бывшая ЭМАльянс-Атом).
Предприятию отводится одна из ключевых ролей в реализации президентской программы развития атомной энергетики, предусматривающей строительство до 2030 года 40 энергоблоков.
В 2006 году для управления инвестициями в химической промышленности был создан холдинг «Ренова Оргсинтез», владеющий акциями ВОАО «Химпром» (Волгоград), ОАО «Химпром» (Новочебоксарск) и ЗАО «Нефтехимия» (Новокуйбышевск). Позже «Ренова Оргсинтез» была переименована в «Группа Оргсинтез». В настоящее время под управлением организации находятся заводы ПАО «Химпром» и АО «Перкарбонат». Генеральный директор АО «Группа Оргсинтез» — Ярослав Евгеньевич Кузнецов.
Компании «Ренова» принадлежит компания «Т Плюс».
Помимо этого, «Ренове» принадлежат золотодобывающие активы на Камчатке (компания «Золото Камчатки»).
Как стало известно «Ъ» в июне 2017 года, в России может появиться новый крупный золотодобытчик, способный занять второе место на рынке. Речь идет об объединении Petropavlovsk с «Золотом Камчатки» Виктора Вексельберга с возможной последующей консолидацией с Highland Gold Романа Абрамовича или GV Gold.

### Зарубежные активы
В августе 2007 года компания стала 100 % собственником компании «Everest Beteiligungs», которая в свою очередь контролирует 31,4 % акций швейцарского концерна «Sulzer», производителя промышленного оборудования для нефтяной, нефтехимической, целлюлозно-бумажной и других отраслей. Помимо этого, «Ренова» владеет 44,7 % швейцарской компании OC Oerlikon.
Также компании принадлежат горнодобывающие активы в ЮАР, Киргизии, Намибии и Монголии.

### Показатели деятельности
Активы Renova Holding на середину 2007 года, по данным самой компании, составляли $17,9 млрд. Выручка за 1 полугодие 2007 года составила $2,166 млрд, чистая прибыль — лишь $184 млн (в 2006 году, соответственно, $4,6 млрд и $2,6 млрд).

## «Ренова» и высокие технологии
The Financial Times приводит пример «Реновы» как российской компании, стремящихся присутствовать в секторе высоких технологий. В числе этих активов — лидер в производстве полупроводников концерн Oerlikon, машиностроительный концерн Sulzer, компании, работающие в сфере альтернативной энергии — Avelar Energy и «Хевел».
Среди заметных инновационных проектов — программа энергоэффективности и энергосбережения (реализуется КЭС-холдингом и РСГ); реализация проектов комплексного освоения территорий (РСГ), новейшие технологии очистки воды (РКС), строительство завода по производству солнечных модулей в Новочебоксарске (совместно с «Роснано»), открытие Центра модификации поверхностей и центр нанесения покрытий в Электростали, создание совместно с ВЭБ компании по производству коронарных стентов, катеторов и проводников, открытие на базе компании «Хевел» Научно-технического центра тонкоплёночных технологий в энергетике.

## Критика
ОАО «Химпром», принадлежащее группе компаний «Ренова-Оргсинтез», уже несколько раз фигурировало в делах, связанных с загрязнением окружающей среды опасными промышленными отходами: в Ивановской области и в Удмуртской республике.
В 2016 году общественной организацией – Ассоциация «Пермский стандарт» был снят фильм «Пермь не Вексельбург».

## Благотворительность
В 2007 году создан корпоративный благотворительный фонд «Ренова».
Поддержку получили:
- Российский фонд помощи — Группа «Ренова» выступила якорным инвестором программы помощи детям в лечении церебрального паралича «Щелкунчик», которую фонд реализует совместно с Институтом медицинских технологий (Москва). Средства Группы «Ренова», вложенные в программу, будут втрое увеличены за счёт пожертвований читателей газеты «Коммерсант»;
- Фонд «Подари жизнь» — средства направлены на лечение детей с онкогематологическими заболеваниями;
- Фонд «Дети Марии» — на творческую реабилитацию детей-сирот и детей, оставшихся без попечения родителей.

Среди получивших поддержку по программе «Личная благотворительность»:
- АНО «Дом сирот при церкви святителя Филиппа, митрополита Московского», строительство дома для проживания сирот (2008 г.);
- БФ «Спасение», приобретение оборудования и проведения операций для получивших ожоги больных (2008—2009 гг.);
- Специальная коррекционная школа-интернат IV вида для слабовидящих детей в посёлке Малаховка.

Среди проектов в области искусства:
- ежегодная (с 2008 г.) поддержка проведения Московского пасхального Фестиваля под управлением Валерия Гергиева;
- поддержка «Большого театра», Музея изобразительных искусств имени А. С. Пушкина и художественного музея «Третьяковская галерея».

В области сохранения российской культуры:
- ежегодная поддержка Фестиваля русской культуры и искусства в Каннах;
- проект сохранения и восстановления исторического парка русских поселенцев «Форт Росса» в Калифорнии, США;
- поддержка международного конкурса молодых исполнителей имени Чайковского; постановка российского мюзикла студентами театральных академий в Америке — Moscow Art Theatre School USA Inc.

Наука и образование:
- поддержка именной профессорской позиции и участие в целевом капитале Фонда в Российской экономической школе;
- поддержка проведения ежегодных научных и образовательные конференций, экономических и социальных исследований и других проектов в сфере просвещения. В том числе реализуется проект, направленный на экологическое просвещение и образование на полуостров Камчатка, при партнёрстве со Всемирным Фондом Дикого Лосося.[17]

## Участие в деятельности делового сообщества
- Российский союз промышленников и предпринимателей (РСПП)
- Ассоциация менеджеров России (компании Группы «Ренова»)
- Общероссийская общественная организация малого и среднего предпринимательства «Опора России»
- Деловой совет Россия-ЮАР
- Деловой совет по сотрудничеству России и Швейцарии
- Российско-Арабский деловой совет (РАДС)
- Российско-Китайский деловой совет
- Деловой совет Шанхайской организации сотрудничества (ШОС)
- Российско-Китайский комитет дружбы, мира и развития
- Комитет по международному сотрудничеству РСПП
- Координационный совет объединений промышленников и предпринимателей в Уральском федеральном округе
- Совет по внешнеэкономической деятельности при Министерстве экономического развития РФ

Группа компаний «Ренова» является участником Глобальному договору ООН и антикоррупционной инициативы Всемирного экономического форума в Давосе (Partnering Against Corruption Initiative, PACI).

## «Ренова» и спорт
В июле 2006 года компания приобрела права на проведение в течение пяти лет 24 товарищеских матчей сборной Аргентины по футболу. Компания будет участвовать в выборе спарринг-партнёра и места проведения поединка, продавать права на ведение телевизионных трансляций, спонсорские контракты и билеты на матчи. По оценкам ряда экспертов, за один матч Федерация футбола Аргентины получит от «Реновы» около 750 000 долл. Проект был завершён в 2009 году.
До 2018 года ГК «Ренова» спонсировал футбольный клуб «Урал», выступающий в РПЛ.
Компания выступала генеральным спонсором Первенства мира по хоккею с мячом среди юниоров не старше 19 лет, которое проходило в 2017 году в Сыктывкаре.